# Karl Schöchlin
Karl Schöchlin (13 giugno 1894 – 7 novembre 1974) è stato un canottiere svizzero, vincitore di una medaglia d'oro nel canottaggio ai Giochi olimpici di Amsterdam 1928, in coppia con il fratello Hans.

## Palmarès
| Anno | Manifestazione  | Sede      | Evento  | Risultato |
| ---- | --------------- | --------- | ------- | --------- |
| 1928 | Giochi olimpici | Amsterdam | Due con | Oro       |